# Donderdagsgenootschap

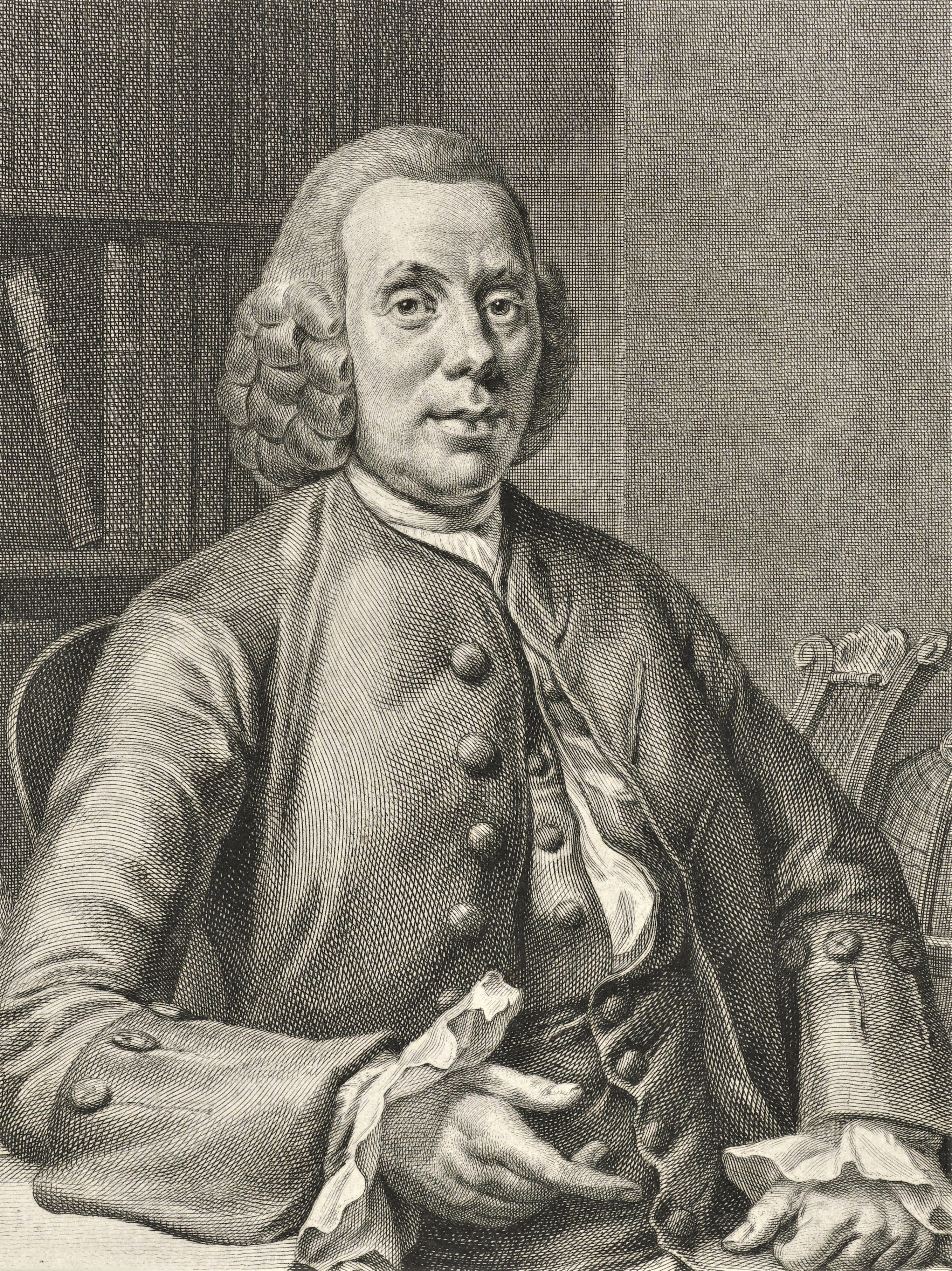
Nicolaas Simon van Winter, vanaf begin deelnemer aan Donderdagsgenootschap

Het Donderdaggenootschap was een letterkundig genootschap uit Amsterdam dat bestond van 1747 tot 1775. Het genootschap trad niet als zodanig naar buiten, maar kwam wel elke eerste donderdag van de maand bij elkaar om een ingeleverd gedicht te bespreken. Overgeleverd zijn de gedichten van Roullaud, Pater, Asschenberg, Lutkeman en Hartsen (twee gedichten). In de gedichten worden de volgende aanduidingen door elkaar gebruikt: ‘Amsterdamsch Gezelschap’, ‘Genootschap’, ‘Maandelyks Gezelschap’. Het genootschap noemde zichzelf ook wel Franco Cöllen, waarbij franco een verwijzing naar vrijheid is en Cöllen (Keulen) verwijst naar de geboorteplaats van Vondel. Het bestond vooral uit doopsgezinden, remonstranten en leden van de Waalse kerk. Elk was verplicht om elke maand een eigen gedicht te leveren van minstens 14 regels. Verschillende leden waren actief in het genootschap Oefening Beschaafd de Kunsten dat zich toelegde op het schrijven van al dan niet vertaalde toneelstukken. Uit die toneelstukken spreekt een boodschap van burgerlijke en religieuze vrijheid.

## Leden
- Harmanus Asschenberg (1726-1792), gereformeerd lakenkoopman, Verschillende kerkliederen in de Laus Deo Salus Populo bundel van Pieter Meijer; lid van Oefening beschaaft de Kunsten
- Bernardus de Bosch (1709-1786), doopsgezind, dichter van Dichtlievende verlustigingen (Amsterdam, 1741-1785) 5 delen. Verschillende kerkliederen in de Laus Deo Salus Populo bundel van Pieter Meijer. Vertaler van de fabelen van Gellert
- Antoni Hartsen (1719-1782), doopsgezind koopman. Verschillende kerkliederen in de Laus Deo Salus Populo bundel van Pieter Meijer; lid van Oefening beschaaft de Kunsten; lid maatschappij Landbouw bestuurder vrouwenhuis der doopsgezinden. Hij vertaalde het in het Latijn geschreven werk van Pieter Burman jr.[6]
- Jacob Lutkeman (ca. 1720-1782), luthers koopman. Lid van Oefening beschaaft de Kunsten; Lid Oeconomische Tak. Maakt bijschrift op prent vrijzinnig luthers predikant Johan Diedrich Deiman. Vertaler van de fabelen van Gellert
- Jacob Muhl (1715-1787), koopman, als zakenpartner en familielid nauw verbonden aan de medeleden Nicolaas Simon van Winter en Pieter van Winter.
- Lucas Pater (1707-1781), makelaar. Verschillende kerkliederen in de Laus Deo Salus Populo bundel van Pieter Meijer; oprichter van het Amsterdamse genootschap ‘Oefening beschaaft de Kunsten’[7], waarvan hij ruim dertig jaar lid is geweest. Zijn Poëzy, opgedragen aan zijn genootschapsvrienden, is in 1774 uitgegeven door Pieter Meijer; in 1784 is een bundel Nagelaaten Poëzy verschenen. Vertaler van de fabelen van Gellert.
- Henri Jean Roullaud (1729-1790), waalse kerk, koopman. Verschillende kerkliederen in de Laus Deo Salus Populo bundel van Pieter Meijer; Lid Oefening beschaaft de Kunsten; Lid Oeconomische Tak; Concordia et Libertate; voorzitter vrijmetselaarsloge la Bien Aimée. Loontrekkend bestuurder schouwburg; lid van Diligentiae Omnia, vertaler van de fabelen van Gellert.
- Dirk Willink (????-1781) Koopman. Dirk Willink, ‘die zijn meeste tijd slaapende versleet’.[8]
- Nicolaas Simon van Winter schreef meerdere kerkliederen in de Laus Deo Salus Populo bundel van Pieter Meijer
- Pieter van Winter (1745-1807), koopman, kunstverzamelaar.